# C à dire ?!
C à dire ?! est une émission de télévision française présentée par Thierry Guerrier, puis Axel de Tarlé, puis Mélanie Taravant et diffusée du 3 septembre 2007 jusqu'en juillet 2022 du lundi au vendredi à 17 h 30 sur France 5, juste avant C dans l'air.
Il s'agit d'une interview quotidienne d'une personnalité faisant l'actualité, d'une durée de 9 puis 12 minutes à partir de novembre 2007.
Le 5 décembre 2007, C à dire enregistre un record d'audience en réunissant 850 200 téléspectateurs, soit une part d’audience de 9 %. Ce record est battu le 15 novembre 2010 avec 1 062 000 téléspectateurs, soit une part d’audience de 10,4 %. 
Pendant l'automne 2010, Thierry Guerrier s'absente de l'antenne de France 5 pour subir une opération. Remplacé par Axel de Tarlé, il ne revient finalement pas sur la chaîne puisqu'il rejoint Europe 1.
À partir de septembre 2018, la journaliste Mélanie Taravant reprend l'animation de l'émission après le départ d'Axel De Tarlé pour C dans l'air les vendredis et samedis. L'émission est supprimée de la grille des programmes et remplacée en septembre 2022 par L'invité de C dans l'air, le principe reste celui d'une interview d'une dizaine de minutes d'un invité actu avec à sa tête la présentatrice de C dans l'air, Caroline Roux, sauf le vendredi où elle reste remplacée par Axel de Tarlé.

## Animation
- Thierry Guerrier (2007-2010)
- Axel de Tarlé (2010-2018)
- Mélanie Taravant (2018-2022)

## Identité visuelle

Logo C à dire ?! (2010-2019)
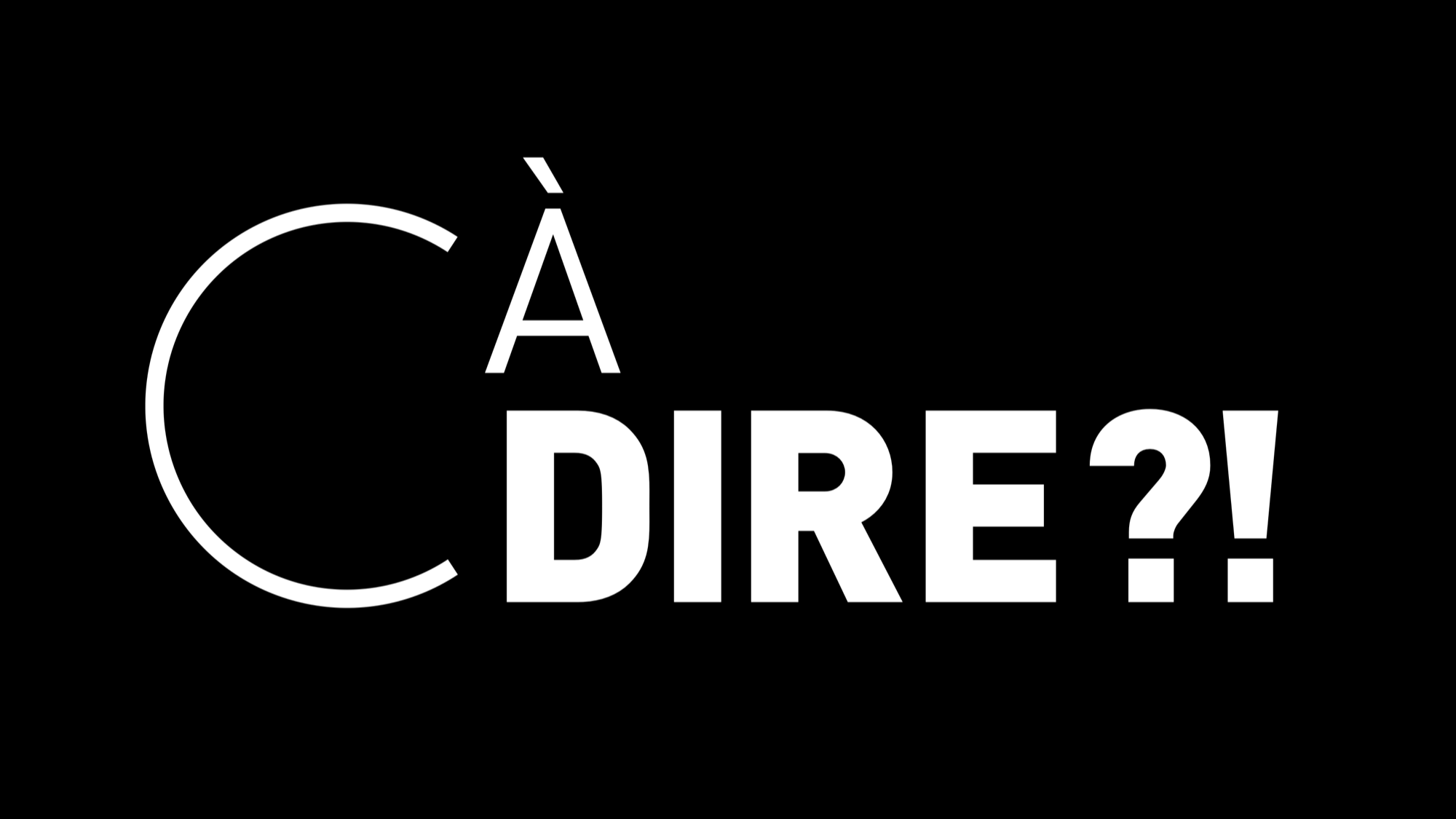
Logo C à dire ?! (2019-2022)